# Religia w Indiach

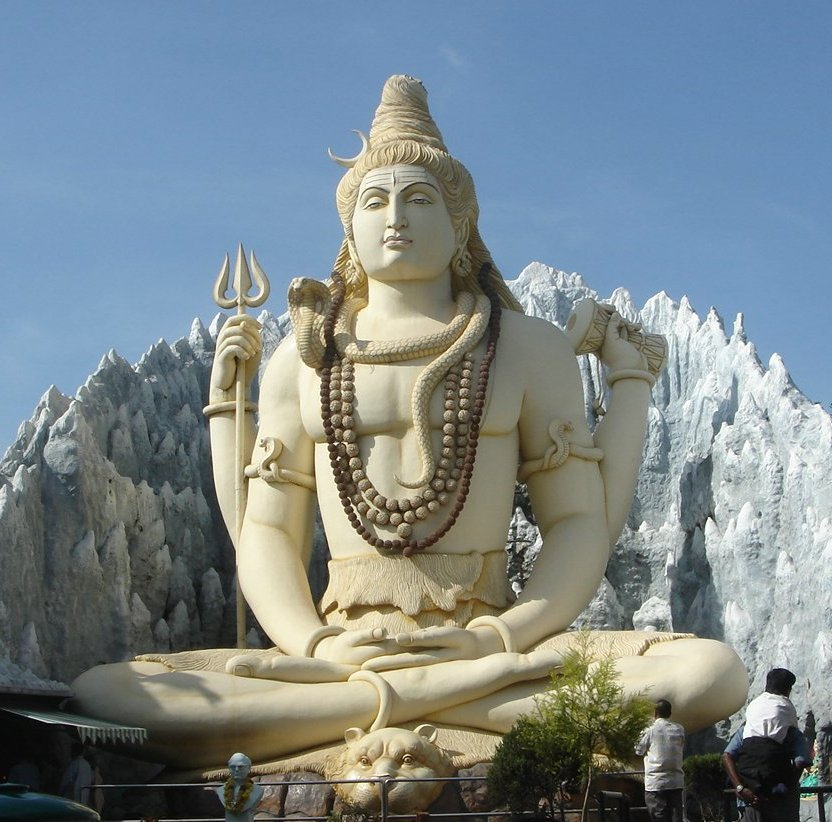
65-metrowy posąg hinduskiego boga Śiwy w pobliżu Bengaluru

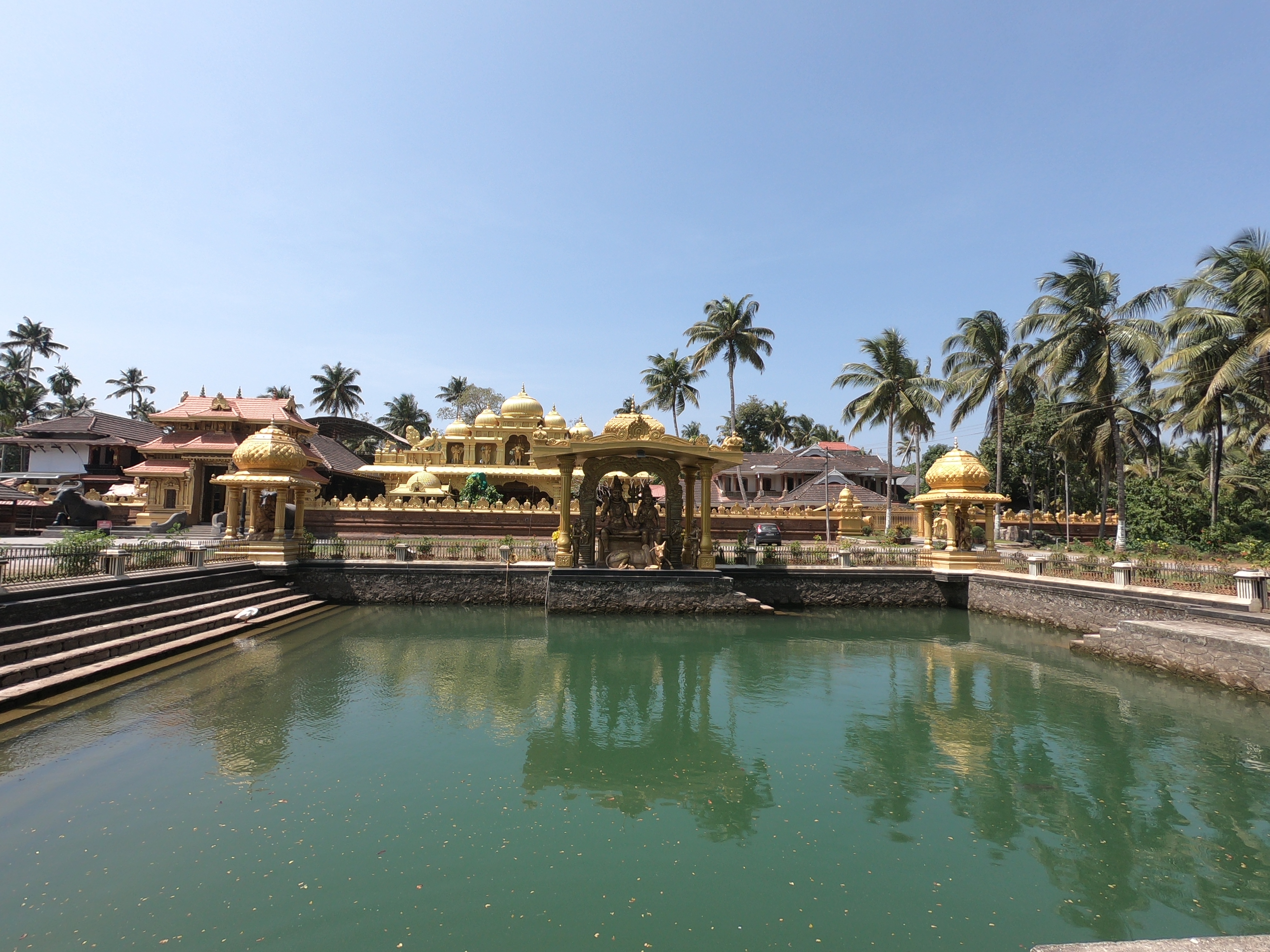
Świątynia hinduska w Kizhakkummuri (Kerala)

Religia w Indiach charakteryzuje się różnorodnością przekonań i praktyk religijnych. Indie są oficjalnie państwem świeckim i nie wyznają żadnej religii państwowej. Subkontynent indyjski jest kolebką czterech dużych religii światowych: hinduizmu, buddyzmu, dżinizmu i sikhizmu. Według spisu z 2011 roku 79,8% ludności Indii praktykuje hinduizm, 14,2% wyznaje islam, 2,3% było wyznania chrześcijańskiego, 1,7% wyznawało sikhizm, 0,7% buddyzm i 0,37% dżinizm. Indie mają największą populację wyznawców zoroastryzmu i bahaizmu na świecie, mimo że religie te początkowo rosły w Persji.
Od początku lat 60. XX wieku zwiększa się liczba zamieszek na tle religijnym, w których ginie coraz więcej osób. W Indiach terroryzm nacjonalistów hinduskich i fundamentalistów muzułmańskich stanowi zagrożenie dla jedności kraju.

## Hinduizm

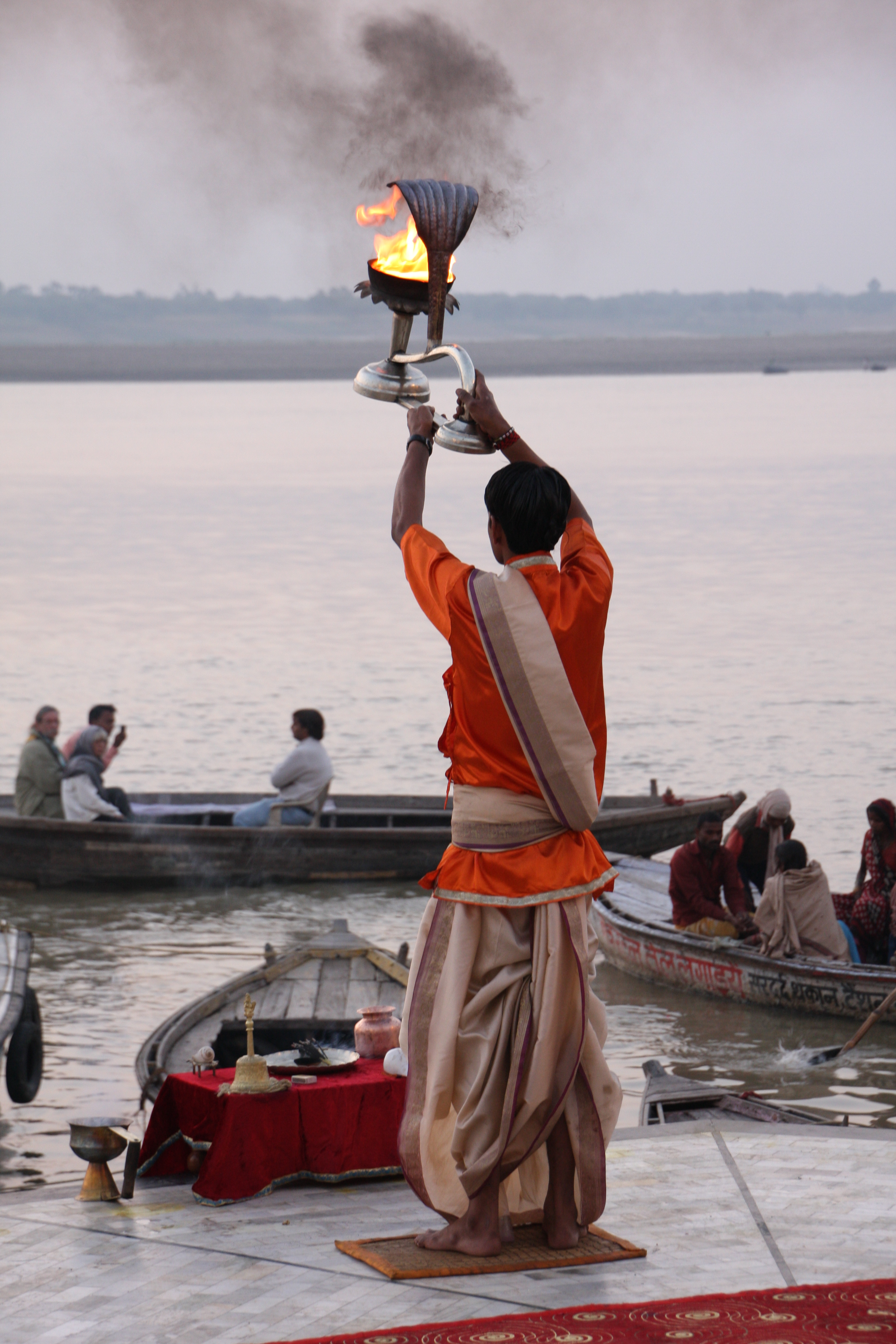
Hinduski rytuał Arati odprawiany nad Gangesem

Religioznawstwo wyróżnia poszczególne fazy rozwoju religii indyjskiej (czy też – religii indyjskich wchodzących w skład hinduizmu). Jej pierwszą udokumentowaną na piśmie postacią  był wedyzm, oparty na czterech świętych księgach Wedach. Najstarsza księga Rigweda, pochodzi mniej więcej z tego samego okresu co najstarsze księgi Biblii, choć Hindusi chcą uznawać ją za dużo starszą. W oparciu o rytuały wedyjskie rozwinął się tzw. braminizm, czyli religia, w której kluczową rolę odgrywali kapłani. Bez nich i magii, jaką dysponowali, niemożliwe było jakiekolwiek przedsięwzięcie. Od braminów zależni byli wieśniacy, królowie i bogowie. Bramini rządzili duchem i materią, uzurpowali sobie boskie prawa. Bogowie mieli być posłuszni ich ofiarom i zaklęciom.
Powstanie buddyzmu i dżinizmu przyczyniło się również do pobudzenia fermentu intelektualnego wśród nauczycieli i wyznawców starej religii. Dysputa pomiędzy religiami i zawartymi w nich ideami filozoficznymi doprowadziła do powstania formy hinduizmu, który odrzucał supremację kapłanów, stawiał na indywidualny rozwój, medytację, poszukiwania intelektualne i zadawanie pytań. Twórcą nowego trendu i nowego spojrzenia na religię był niejaki Adi Śankara, mędrzec i filozof żyjący mniej więcej jedno stulecie po Buddzie i Dżinie. Od tej pory bramińskie czary odeszły na dalszy plan, choć nigdy do końca nie zniknęły.
Hinduizm jest jednym z najbardziej zróżnicowanych systemów religijnych na świecie. W jego obrębie można odkryć niemal wszystkie rodzaje wierzeń znane badaczom religii: kult bóstw przyrody, politeizm, elementy henoteizmu, panteizm, filozoficznie podbudowywany monoteizm na bazie przenikającego wszystko absolutu, czy też idee wszechogarniającego porządku świata. Hinduizm jest też silnie powiązany z tradycyjnymi strukturami społecznymi Indii, takimi jak system kastowy, i praktykami składania rytualnych ofiar. Trudno szukać w nim jednolitych założeń metafizycznych czy religijnych, czy też spójnych teologicznie systemów. Raczej podkreśla się rządzący światem odwieczny porządek.

## Islam

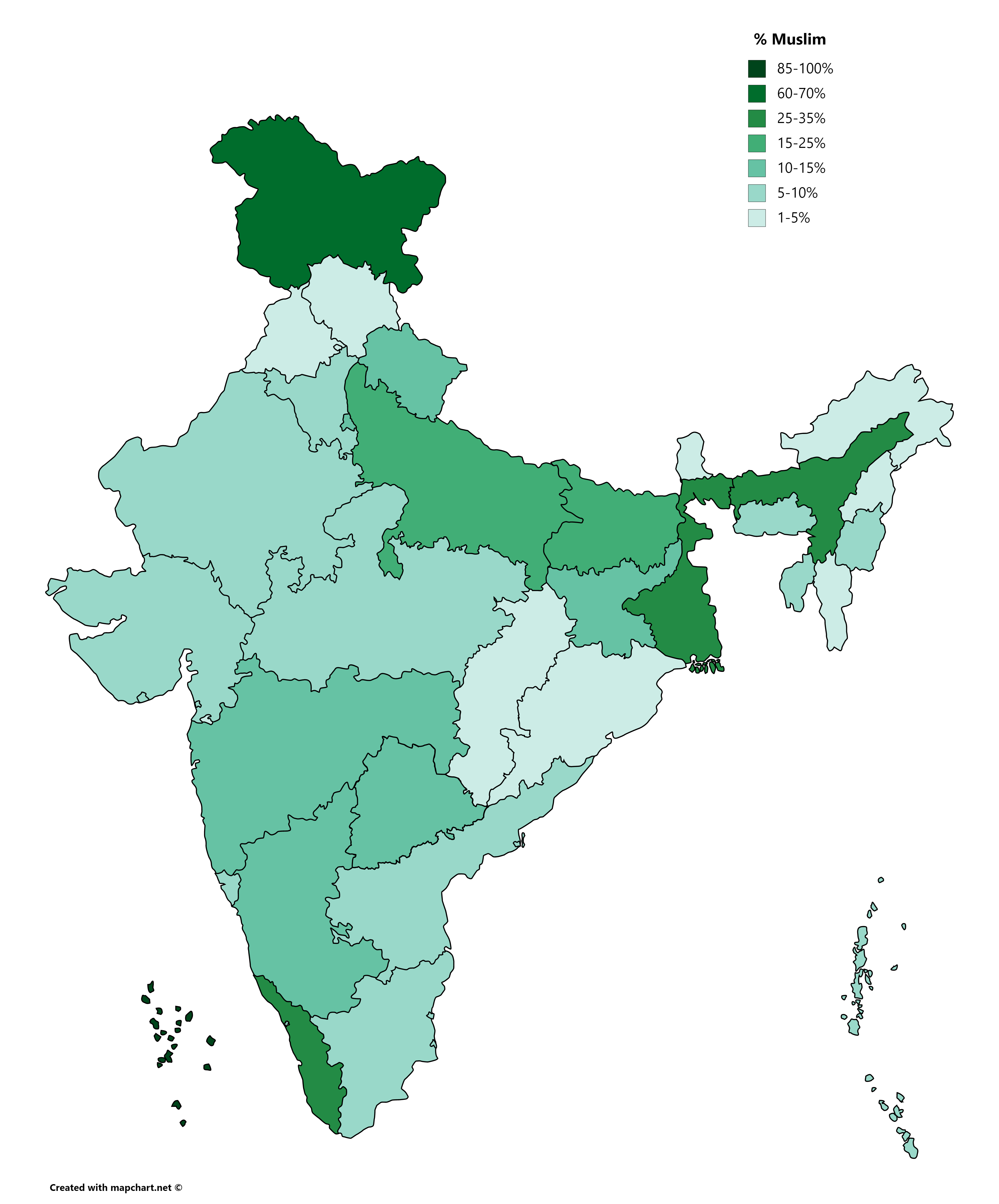
Muzułmanie jako odsetek całkowitej populacji w różnych stanach Indii (2018)

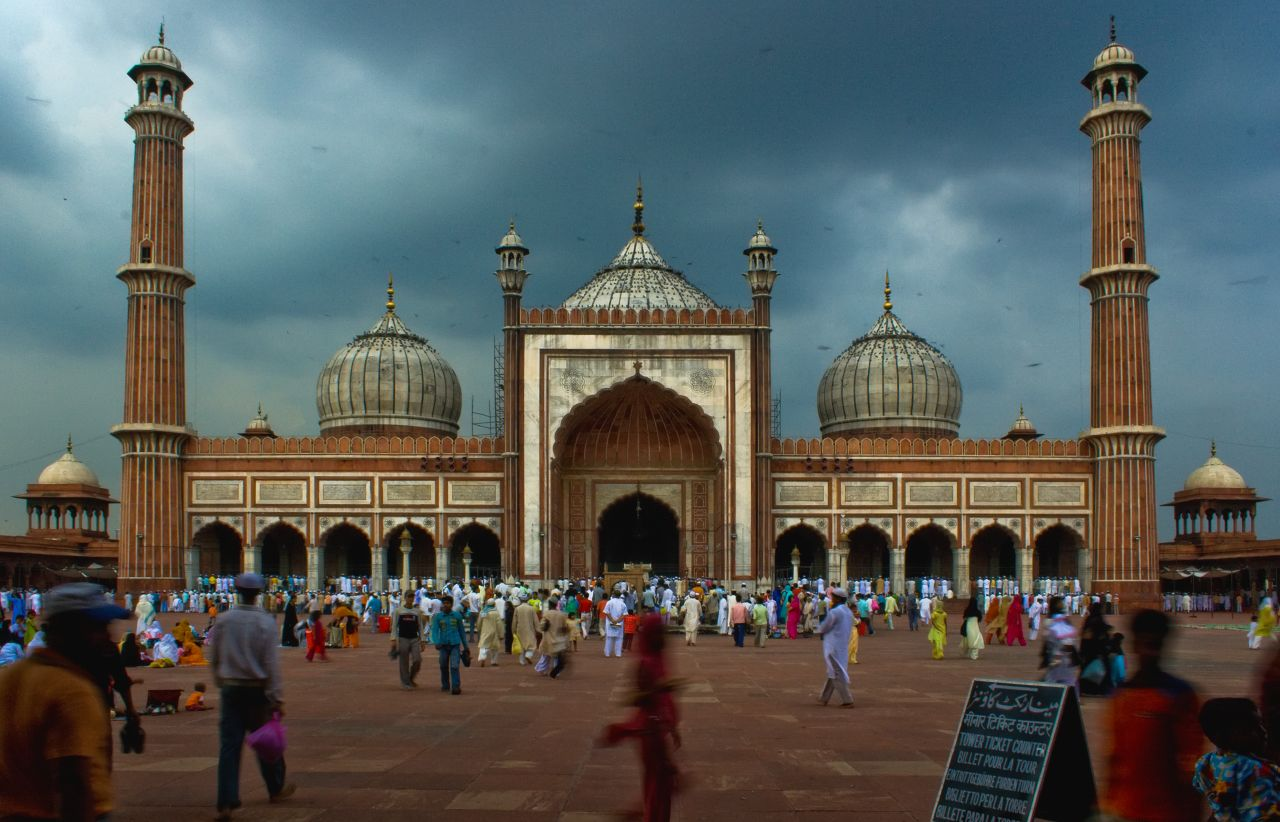
Wielki Meczet w Delhi

Islam jest drugą co do wielkości religią w Indiach, z 14,2% populacji kraju lub około 172 milionów osób identyfikujących się jako muzułmanie (spis z 2011 roku).
W dzisiejszych Indiach ok. 80% muzułmanów stanowią sunnici. Pozostali to szyici, spośród których znaczna część praktykuje mistyczną ścieżkę islamu – sufizm. Najwięcej muzułmanów mieszka w stanach: Dżammu i Kaszmir (68,3%), Bengal Zachodni (27%), Uttar Pradesh (19,3%), Asam (34,2%) i w Kerali (26,6%). Jednak spotkać ich można w każdym zakątku Indii, podobnie jak wielkie i małe meczety.
W latach 60. XX w. nastąpiła eksplozja demograficzna w Indiach, a największy przyrost ludności odnotowano właśnie wśród muzułmanów (z 47 mln w 1961 r. do 138 mln w 2001 r.). Średni wzrost populacji wyniósł więc dla całego społeczeństwa 134%, dla muzułmanów zaś 194%. Co często służy nacjonalistom hinduskim do straszenia „muzułmańską bombą demograficzną”.
Po uzyskaniu niepodległości w 1947 r. wymuszona wymiana ludności między Indiami a Pakistanem spowodowała wyjątkowo gwałtowne zamieszki między społecznościami hinduskimi i muzułmańskimi (patrz Spór o Kaszmir). W 1992 r. Hindusi zniszczyli meczet Babri, co doprowadziło do epizodów przemocy między muzułmanami i Hindusami, szczególnie w Bombaju, powodując prawie 2000 zgonów w całym kraju.

### Historia
Wojownicy Umajjadów przedostali się do Sindh już na początku VIII wieku, ale obecność muzułmanów w Indiach nie wywarła decydującego wpływu aż do przybycia Ghaznawidów i Ghurydów w XI i XII wieku. Muzułmanie przenikali niezliczone królestwa Półwyspu Indyjskiego do XI wieku jedynie jako handlarze. Podboje Ghurydów około 1200 r. w północnych Indiach położyły podwaliny dla pierwszego z wielu muzułmańskich sułtanatów, często kierowanych przez książąt pochodzenia tureckiego. Indyjskie sułtanaty przetrwały, dopóki nie zostały pochłonięte w XVI i XVII wieku przez nową, ekspansywną potęgę islamską w Indiach - Imperium Mogołów.
Napływ muzułmanów z Iranu i Azji Centralnej uciekających przed Mongołami przyniósł ze sobą zarówno wpływy kulturowe, jak i zdecydowany wzrost populacji muzułmańskiej, ponieważ większość poddanych królestwa stanowili Hindusi. Sułtanat Delhijski kontynuował ekspansję na południe pod dynastią Khalji (1290–1320), a dominacja muzułmanów na subkontynencie indyjskim osiągnęła największy zasięg geograficzny pod rządami Tughluqid (1320–1414). Kilku gubernatorów ogłosiło niepodległość, a inwazja Timura i grabieże Delhi w latach 1398–1399 zapoczątkowały koniec królestwa Tughluqid, które wkrótce rozpadło się na drastycznie zredukowane Sułtanat Delhi i wiele mniejszych państw muzułmańskich. Dopiero wraz z nadejściem w XVI wieku Imperium Mogołów (1526-1858), muzułmańskiej dynastii tureckiej z Azji Środkowej, powstało prawdziwe imperium, a także synteza między tradycjami muzułmańską i hinduską.

## Chrześcijaństwo

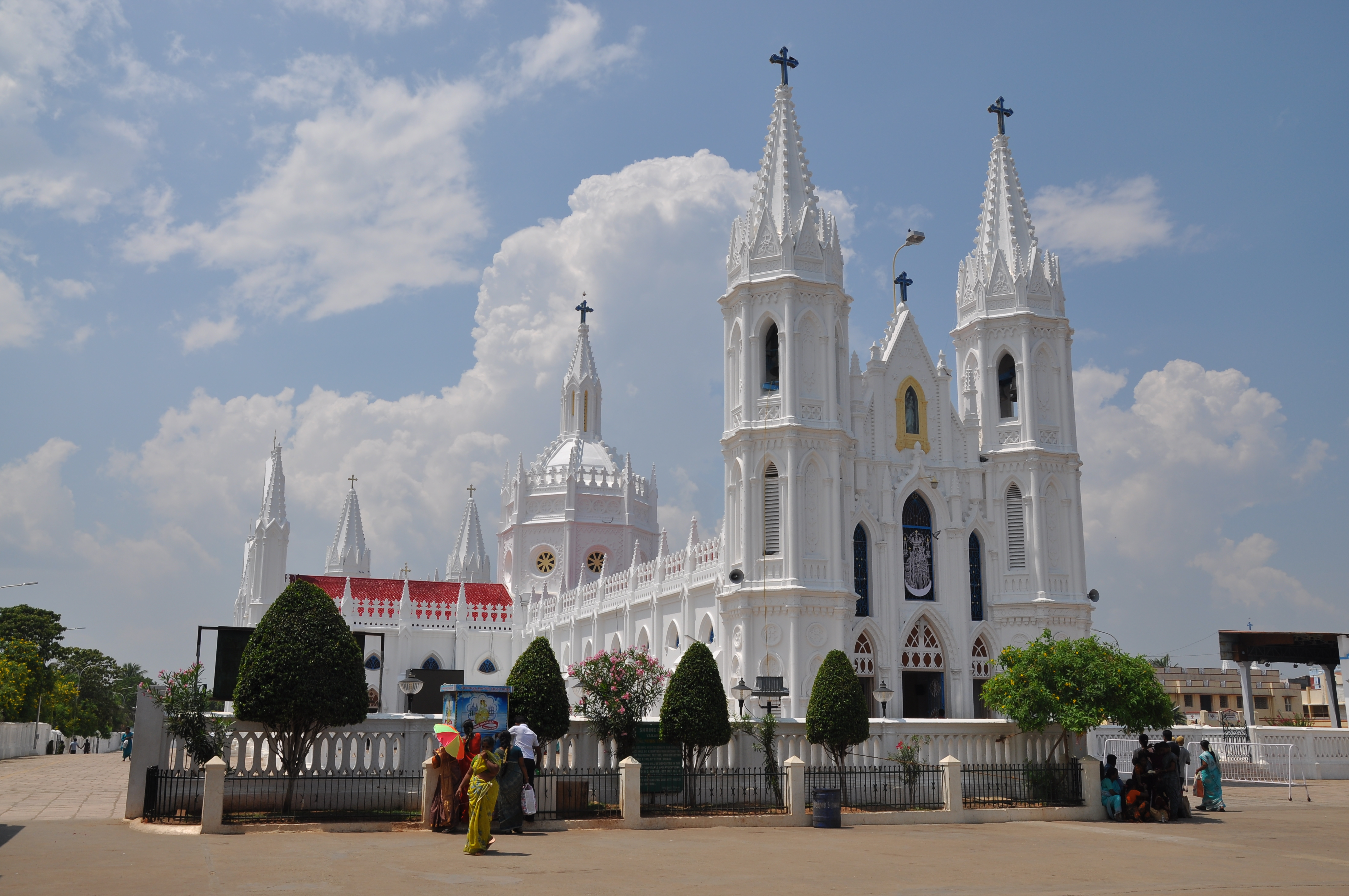
Bazylika Matki Bożej Dobrego Zdrowia w Velankanni

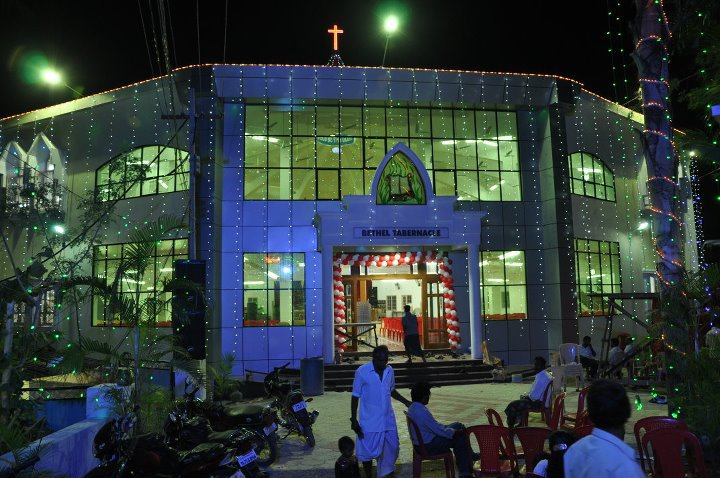
Kościół zielonoświątkowy w stanie Tamilnadu

Według legendy chrześcijaństwo przyniósł do Indii na początku naszej ery Tomasz Apostoł, według badaczy przybyło ono wraz z napływową ludnością z Syrii, Jemenu i Persji. Potomkowie tych pierwszych indyjskich chrześcijan to tak zwani chrześcijanie św. Tomasza – liczna grupa mieszkająca na południu, głównie w Kerali.
Pierwsi misjonarze przybywali wraz z pierwszymi podróżnikami i pierwszymi kolonizatorami. Centrum chrystianizacji stała się kolonia portugalska – Goa, gdzie do dziś populacja chrześcijan – katolików jest bardzo liczna. W XVIII wieku zaczęli pojawiać się protestanci, wraz ze swymi faktoriami kupieckimi i misjami. Pierwszymi misjami protestanckimi kierowali głównie Duńczycy, Niemcy i Szwedzi.
Według World Christian Database (2019) w Indiach jest 66,2 mln chrześcijan i stanowią 4,8% populacji. Więcej jak połowa to protestanci będący członkami tradycyjnych jak i niezależnych kościołów. Około jednej trzeciej stanowią katolicy (20,9 mln), a mniej niż co dziesiąty jest członkiem kościołów wschodnich (5,3 mln). Według spisu z 2011 roku chrześcijanie stanowią większość w takich stanach jak: Nagaland (87,9%), Mizoram (87,2%), Meghalaya (74,6%). Stanowią także znaczny odsetek stanów: Manipur (41,3%), Arunachal Pradesh (30,3%), Goa (25,1%), Andamany i Nikobary (21,3%) i Kerali (18,4%).
W ostatnich latach nastąpił wzrost przemocy antychrześcijańskiej, szczególnie w stanie Orisa. Dochodzi do napadów w trakcie zgromadzeń, kościoły są niszczone, rodziny chrześcijańskie wydalane z wiosek, dochodzi także do gwałtów i mordów. Przywódcy oraz ich działalność chrześcijańska są monitorowani. Indie w 2020 roku znalazły się na 10 miejscu w Światowym Indeksie Prześladowań organizacji Open Doors, w rankingu krajów, w których chrześcijanie są najbardziej prześladowani.

## Sikhizm

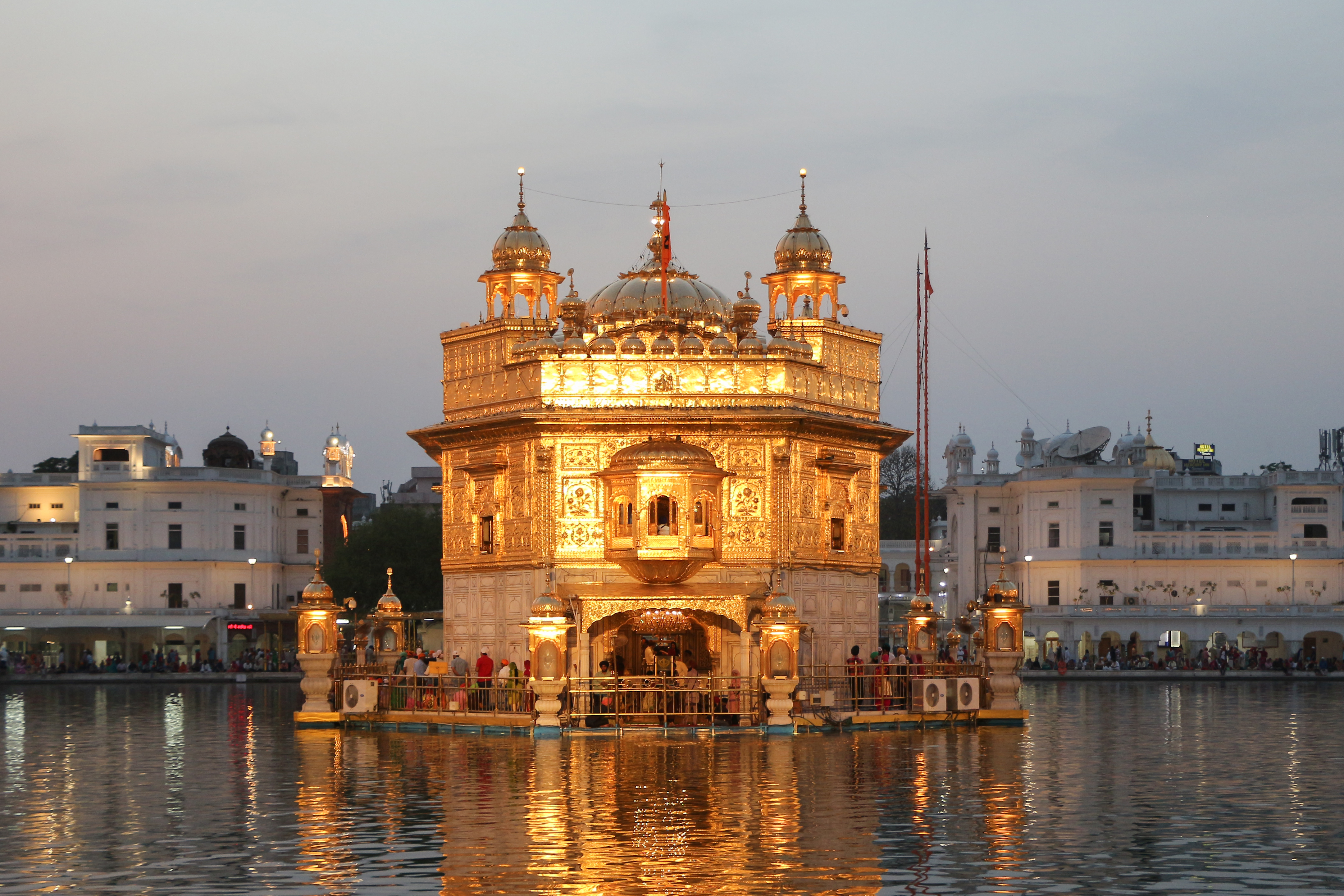
Złota Świątynia w Amritsar

Początki sikhizmu sięgają drugiej połowy XV w. i są związane z Nanakiem (1469–1539), który, zgodnie z sikhijskimi wierzeniami, miał w 1497 r. doznać objawienia podczas codziennych ablucji w rzece. Sikhizm posiada w Indiach ponad 20 milionów wyznawców (1,7% populacji). Sikhowie stanowią większość w stanie Pendżab, gdzie stanowią 57,7% populacji, oraz gdzie znajduje się ich najświętsze miejsce - Złota Świątynia.
W 1980 r. doszło do konfliktu etnicznego między sikhami a hinduistami po tym, jak separatyści Sikhów dążyli do uzyskania niepodległości przez swoje historyczne terytorium zwane Khalistan, co doprowadziło do tego, że ówczesna premier Indira Gandhi w 1984 r. nakazała zbombardowanie najświętszego miejsca sikhów Złotej Świątyni, zabijając setki cywilów. W odwecie za rządową operację Niebieskiej Gwiazdy została zamordowana przez sikhijskich fundamentalistów.

## Buddyzm

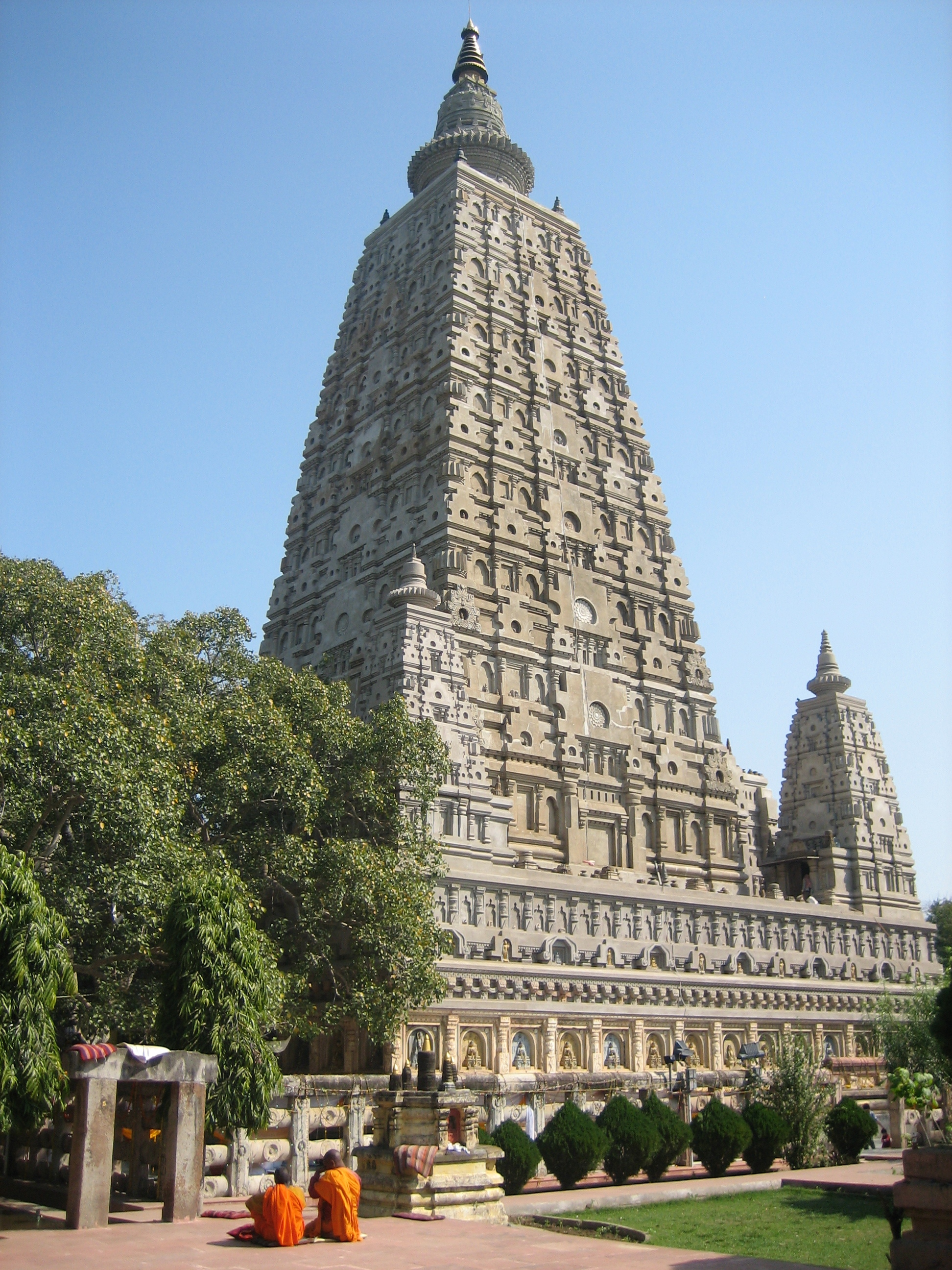
Buddyjska Świątynia Mahabodhi w Bodh Gaja

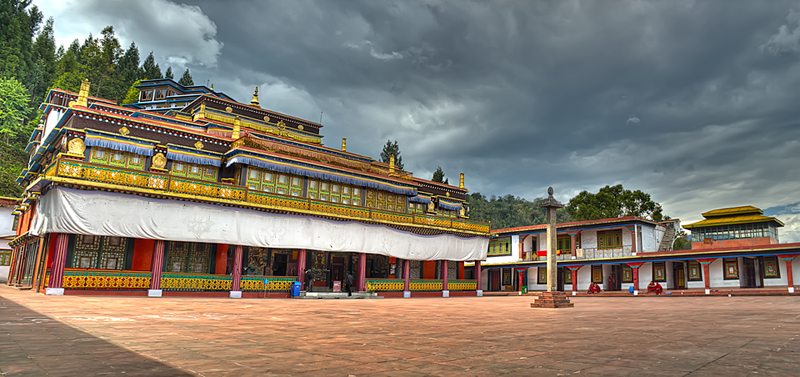
Tybetański klasztor buddyjski Rumtek jest jedną z głównych atrakcji turystycznych północno-wschodnich Indii

Buddyzm powstał w czasach historycznych, przypuszczalnie w V wieku p.n.e., w północnej części Indii, na nizinie nadgangesowej. Nazwę swą bierze od tytułu religijnego założyciela, Siddharthy Gautamy zwanego Buddą. Stare teksty kanoniczne przedstawiają go jako wzniosłego mędrca, doskonale oświeconego najwyższym poznaniem, który nauczał ludzi odkrytej przez siebie prawdy o cierpieniu i o wyzwoleniu z cierpienia. W ciągu ponad czterdziestoletniej działalności nauczycielskiej Budda przewędrował środkową część doliny Gangesu, zdobywając wielu uczniów i zwolenników wśród wszystkich warstw społeczeństwa indyjskiego.
W Indiach buddyzm uważany był za doktrynę heretycką, ponieważ nie uznawał objawienia świętych Wed, przeciwstawiał się rytualizmowi ofiarnemu i tym samym klasie kapłanów - braminom - podważając w ten sposób sens ich egzystencji. Głosił równość wszystkich ludzi i dostępność zbawienia dla każdego (także dla kobiet), kto podejmie trud kroczenia drogą wskazaną przez Buddę.
Pierwszym buddyjskim cesarzem był Aśoka, który przeszedł na buddyzm w 261 r. p.n.e., a następnie był znany jako Dharmasoka. Swoją konwersją Aśoka przyczynił się do rozwoju buddyzmu w większej części półwyspu.
Na przełomie tysiąclecia islamscy agresorzy rozpoczęli podbój Indii od strony północno-zachodniej. Do roku 1100 buddyzm został całkowicie zniszczony w Kaszmirze. Nauczyciele i praktykujący uciekali na wschód, na Równinę Środkowo-Indyjską lub przez góry do Tybetu. 100 lat później islamscy najeźdźcy opanowali niemal całe Indie. Jednakże, chociaż buddyzm prawie zniknął z Indii, rozprzestrzenił się na większą część Azji, stając się dominującą religią w wielu krajach.
Obecnie liczbę buddystów w Indiach szacuje się na mniej niż 10 milionów, z największym odsetkiem w stanach Sikkim (27,4%), Arunachal Pradesh (11,8%), Mizoram (8,5%) i Maharasztra (5,8%).